# 佐賀県道241号夫婦石停車場線
佐賀県道241号夫婦石停車場線（さがけんどう241ごう めおといしていしゃじょうせん）は、佐賀県西松浦郡有田町を通る一般県道である。

## 概要
西松浦郡有田町二ノ瀬甲の松浦鉄道西九州線 夫婦石駅から国道202号交点に至る。

### 路線データ
- 起点：佐賀県西松浦郡有田町二ノ瀬甲（松浦鉄道西九州線 夫婦石駅前）
- 終点：佐賀県西松浦郡有田町二ノ瀬甲（国道202号交点）
- 総延長：約60 m

## 地理

### 通過する自治体
- 西松浦郡有田町

### 交差する道路
| 交差する道路 | 交差する場所 | 交差する場所 |
| ------------ | ------------ | ------------ |
| 国道202号    | 二ノ瀬甲     | 終点         |

### 沿線
- 松浦鉄道西九州線 夫婦石駅